# ケトルクリークの戦い
ケトルクリークの戦い（英: Battle of Kettle Creek）は、アメリカ独立戦争中の1779年2月14日に、ジョージア植民地の田園部で起きた会戦である。現在のワシントン市から約8マイル (13 km) のウィルクス郡で戦われた。アメリカの愛国者民兵隊が、イギリス軍の支配するオーガスタに向かっていたロイヤリスト民兵隊を決定的に破り、散り散りにさせた。
このアメリカ側の勝利は、イギリス軍がジョージアの内陸部を制圧できないこと、すなわちそこそこの数のロイヤリスト徴募兵であってもイギリス軍の直接の保護下に無ければ守れないことを示した。既にオーガスタを放棄することに決めていたイギリス軍は、数週間後のブライアクリークの戦いで愛国者民兵隊を急襲して、幾らかの権威を回復した。1780年のチャールストン包囲戦で南部の大陸軍を破ってから初めて、ジョージアの田園部はイギリス軍の支配下に入ることになった。

## 背景
1778年、イギリス軍はニューヨーク市と東フロリダのセントオーガスティンからサバンナ市を占領するために遠征軍を送ることでその南部戦略を始めた。アーチボルド・キャンベル中佐の率いたニューヨーク市からの派遣部隊が先ず到着し、1778年12月29日に首尾よくサバンナ市を占領した。

### イギリス軍のオーガスタ占領
1779年1月半ばにセントオーガスティンからイギリス軍のオーガスティン・プレボスト准将が到着すると、サバンナ守備隊の指揮官となり、キャンベルに部隊をつけてオーガスタ市の占領と、ロイヤリスト部隊の立ち上げを目指した。
キャンベルは1,000名以上の部隊を率いて1月24日にサバンナを発ち、1週間後にオーガスタ近くに到着した。途中ジョージアの愛国者民兵からの嫌がらせはほとんど無かった。オーガスタはサウスカロライナ植民地のアンドリュー・ウィリアムソン将軍がジョージアとサウスカロライナの民兵約1,000名を率いて守っていたが、キャンベル隊が接近してくると、部隊の大半を連れて撤退した。その後衛部隊がキャンベル隊と小競り合いを演じたが、サバンナ川を渡ってサウスカロライナに後退できた。

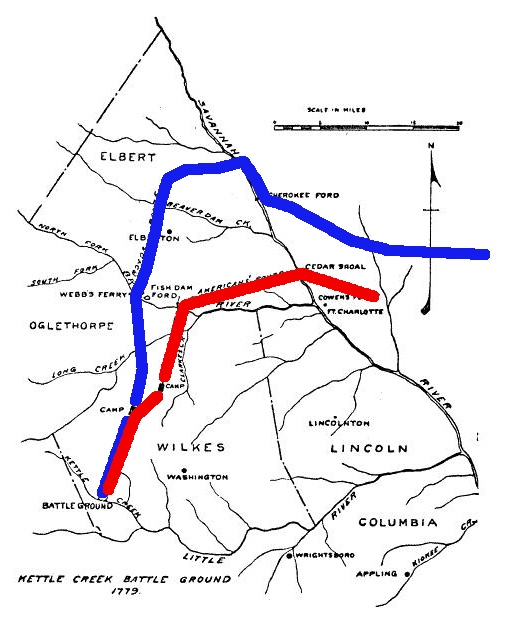
1926に制作された戦場に向かう両軍の経路図、ロイヤリスト部隊の経路を青、アメリカ愛国者部隊の経路を赤で示す

キャンベルはロイヤリストの徴募を始めた。約1,100名の者が徴募リストに署名したが、実際に民兵中隊を結成できた数はかなり少なかった。キャンベルは続いて違背すれば資産を没収するという条件で忠誠の誓いを求めた。多くの者が誠実に誓ったので、直ぐにウィリアムソンはその真の感情を知ることとなった。キャンベルはオーガスタへの行軍を始めて直ぐに、ノースカロライナ植民地とサウスカロライナの田園部でロイヤリストを徴募するために、ジョン・ボイド（民兵）大佐を派遣していた。ボイドはうまく立ち回り数百人を徴募できた。ボイドが南のオーガスタに戻ってくる間に、さらに多くのロイヤリストが加わり、サウスカロライナの中央部では600名以上になっていた。この部隊が道中で略奪を行ったので、怒った愛国者が予想通り武器を持って立ち上がることになった。

### アメリカ軍の反応
南部における大陸軍の指揮官ベンジャミン・リンカーン少将はチャールストンを本拠にしており、サバンナの陥落については適切に対処することができていなかった。大陸軍の持つ資源は限られており（人員も資金も不足していた）、サウスカロライナの民兵隊約1,400名を立ち上げることができたが、自分達の国の外で行動することを命令する権限は無かった。1月30日、ジョン・アッシュ将軍の率いるノースカロライナの民兵隊1,100名が到着して補強された。リンカーンはオーガスタに近いサバンナ川のサウスカロライナ側にいるウィリアムソンの部隊に合流させるべく、この部隊を即座に派遣した。
サバンナ川のジョージア側岸にあるオーガスタ地域は、ダニエル・マクガース大佐の率いるロイヤリスト部隊に支配され、一方サウスカロライナ側はジョン・ドゥーリー大佐の指揮するジョージア愛国者民兵隊に支配されていた。アンドリュー・ピケンズ大佐の指揮するサウスカロライナ民兵隊約250名がこの地域に到着すると、ピケンズとドゥーリーが部隊を合わせてジョージアへの攻勢を採ることになり、ピケンズが全軍指揮を執ることになった。その後、ノースカロライナの軽装騎兵数個中隊も加わることになった。

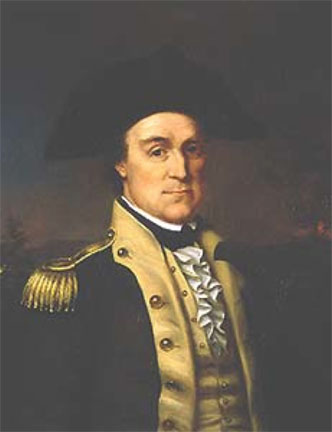
エリジャ・クラーク中佐、レンブラント・ピール画

2月10日、ピケンズとドゥーリーはオーガスタ南東のイギリス軍キャンプを攻撃するためにサバンナ川を渡った。しかしそのキャンプには部隊が居らず、偵察に出ていることが分かった。ピケンズはイギリス軍がカーの砦と呼ばれる防御柵を施した前線基地に向かったのではないかと疑い、直ぐにそこに部隊を派遣すると共に、主力はイギリス軍の追跡を始めた。イギリス軍は実際に砦にいたが、その馬や手荷物を柵の外に放棄することを強いられた。ピケンズは砦を包囲したが、ボイドの700ないし800名のロイヤリスト部隊がサウスカロライナのナインティシックス地区を通過してジョージアに向かっていることを知った。ピケンズは躊躇いながらも包囲を解き、ボイド隊を抑えるために移動した。
ピケンズはボイド隊が渡河使用とする可能性のあるブロード川河口近くで強力な陣地を張った。しかし、当時800名に膨れ上がっていたボイド隊は北に迂回する道を選んだ。ボイドは先ずチェロキー浅瀬を試したが、8人の愛国者民兵が小さな旋回砲を持って塹壕に入り、ボイド隊の接近を阻止した。ボイドは北に約5マイル (8 km) 移動し、そこで川を渡ると、ジョージア側でボイド隊の動きを追跡していた愛国者の小部隊と小競り合いになった。ボイドはこの会戦で100名を失った（戦死、負傷あるいは脱走）と報告した。
ピケンズがボイド隊が川を渡ったと知ったときに、自隊は川を渡ってサウスカロライナに入り、ボイド隊の動きを阻止しようとしていた。ピケンズはボイド隊の所在を知ると即座にジョージア側に戻った。2月14日、ピケンズ隊はボイド隊に追いつき、ケトル・クリーク近くで部隊を止めた。そこはマクガースのロイヤリスト・キャンプから数マイルしか離れていなかった。

## 戦闘

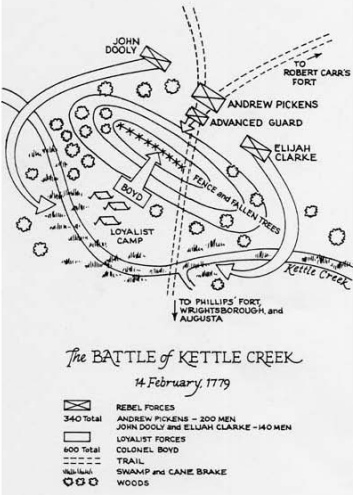
ケトルクリークの戦いの動きを再現した1926年の地図。戦闘当時の地図は見つかっていない

ボイドは敵軍がそれほど近くに迫っていることを知らず、そのキャンプには哨兵を立てていたが、特に警告を受けてはいなかった。ピケンズは中央部隊を率いて前進し、右翼はドゥーリー大佐、左翼はエリジャ・クラーク中佐に任せた。愛国者民兵と哨兵の間に起きた銃撃戦でボイドは事態が差し迫っていることを知った。ボイドはキャンプの後方近くに防衛線を形成させ、100名を率いて前進し、フェンスと倒木で間に合わせに作られた胸壁でピケンズ隊に対抗した。ピケンズは前衛隊が高台を取ったことを利用してボイドの陣地の側面を衝くことができた。ただし、ピケンズ隊の右翼はクリークに近い湿地のために前進が遅れていた。激しい銃撃戦でボイドは致命傷を負って斃れ、小隊はロイヤリストの主力が守る防衛線に後退した。
その後で愛国者民兵の右翼が湿地から出現し始めた。ボイドの副指令であるウィリアム・スパージェンが指揮していたロイヤリスト隊はその後90分間愛国者隊と交戦した。ロイヤリストの中には馬や装備を棄ててクリークを渡る者がいた。クラークは彼らが向かっているクリークの対岸に高台があることに気付き、部隊兵を率いてそこに向かったが、その過程で乗っていた馬が撃たれた。最終的にロイヤリストの防衛線が崩壊し、兵士は殺されるか捕虜になり、他は散り散りになった。

## 戦闘の後

### 捕虜の処遇
ピケンズは75名を捕虜にしたが、その大半は負傷していた。また40ないし70名のロイヤリストが戦死した。ピケンズ隊は9名が戦死、23名が負傷していた。ボイド隊の多くは、戦場から逃げた者やピケンズが釈放した者も含め故郷に戻った。戦闘に続く日々にかなりのロイヤリストが愛国者に捕まるか、降伏した。それらの者の運命は不明である。キャンベル中佐は、ボイドが徴募した270名が自隊に加わったと報告した。キャンベルは彼らをロイヤル・ノースカロライナ連隊に編入した。
戦闘後、ピケンズが負傷したボイドに近づくと、戦前はサウスカロライナに住んでいたボイドはピケンズと知り合いであり、ピケンズに妻にブローチを届けボイドの運命を知らせるよう頼んだ。ピケンズはその願いを実行した。
ロイヤリストの捕虜の中で、約20名のみが負傷していたにもかかわらず生き残った。ピケンズは先ず彼らをオーガスタに、その後ナインティシックに連れて行き、多くのロイヤリスト捕虜とともに拘留した。サウスカロライナの当局は見せしめのために多くのロイヤリストを反逆罪で裁判に掛けた。約50名が有罪とされ、ケトルクリークで捕まった者を含め5名が絞首刑に処された。イギリス軍指導層は、裁判が行われたとしても、戦争捕虜と考える者に対するこの処遇に激怒した。プレボスト将軍は捕まえている愛国者捕虜に対する報復をすると脅したが、アメリカ側に捕まっているイギリス軍捕虜が同じような処遇を受けることを恐れ、思いとどまった。1779年4月、プレボストはサウスカロライナの海岸部に侵攻した。これはリンカーン将軍のジョージアを回復しようとい動きに対する対抗策であり、サウスカロライナの役人は有罪としていた者の大半を解放することになった。

### イギリス軍の反応
オーガスタで2月12日に行われた作戦会議で、キャンベルはオーガスタ市を放棄することを決め、戦闘が起きた当日の14日に撤退を始めた。何人かの歴史家が表明した意見とは異なり、キャンベルは戦闘の結果を見て撤退したのではなかった。オーガスタ市を離れた後に戦闘のことを知った。その出発はジョン・アッシュ隊がウィリアムソンのキャンプに到着したこと、物資の欠乏およびボイドがその任務に成功しているか不確かだったことで促進された。ケトルクリークの戦いでの勝利は、キャンベル隊が現在のジョージア州スクレベン郡に撤退中に起きた3月3日のブライアクリークの戦いで、有る程度帳消しにされた。
1780年6月、チャールストン包囲戦の後で愛国者軍が崩壊したとき、オーガスタはイギリス軍の支配下に入った。1781年、愛国者軍は包囲戦でオーガスタを再度取り戻した。

## 遺産
ケトルクリークの戦場跡はアメリカ合衆国国家歴史登録財に登録されている。戦場の大半はウィルクス郡が所有しているが。戦闘がおきた場所の全体が識別されているわけではない。ウィルクス郡のタイロン道路近くにある。